# Omorgus villosus
Omorgus villosus es una especie de escarabajo del género Omorgus, familia Trogidae. Fue descrita científicamente por Haaf en 1954.
Esta especie se encuentra en Queensland y Australia Occidental.